# Rue Jean-Palaprat
La rue Jean-Palaprat (en occitan : carrièra Joan Palaprat) est une voie de Toulouse, chef-lieu de la région Occitanie, dans le Midi de la France.

## Situation et accès

### Description
La rue Jean-Palaprat est une voie publique. Elle se trouve dans le quartier Saint-Aubin, dans le secteur 1 - Centre. Elle naît perpendiculairement à la rue de la Colombette. Rectiligne, longue de 214 mètres et d'une largeur régulière de 8 mètres, elle est orientée au nord. Elle est traversée par la rue Gabriel-Péri, puis se termine au carrefour de la rue Nicolas-Bachelier, qu'elle reçoit à droite, et de la place Nicolas-Bachelier.
La chaussée compte une voie de circulation automobile en sens unique, de la rue de la Colombette vers la rue Gabriel-Péri dans sa première partie, et de la place Nicolas-Bachelier vers la rue Gabriel-Péri dans sa deuxième partie. Elle est définie sur toute sa longueur comme une zone 30 et la vitesse est limitée à 30 km/h. Il n'existe ni bande, ni piste cyclable, quoiqu'elle soit à double-sens cyclable sur toute sa longueur.

### Voies rencontrées
La rue Jean-Palaprat rencontre les voies suivantes, dans l'ordre des numéros croissants (« g » indique que la rue se situe à gauche, « d » à droite) :
1. Rue de la Colombette
2. Rue Gabriel-Péri
3. Rue Nicolas-Bachelier (d)
4. Place Nicolas-Bachelier

### Transports
La rue Jean-Palaprat n'est pas directement desservie par les transports en commun Tisséo. Elle se trouve cependant à proximité, au sud, du boulevard Lazare-Carnot, où se trouvent les arrêts des lignes de Linéo L1L9 et de bus 29, ainsi que la navette Ville. Plus loin, le long des allées Jean-Jaurès, se trouvent également la station du même nom, au croisement des lignes de métro  , ainsi que les arrêts des lignes de Linéo L8, de bus 141523 et de la navette Aéroport. 
Au nord, le boulevard Pierre-Paul-Riquet, parcouru par les lignes de bus 2327. Au-delà du pont Riquet se trouvent également, sur le boulevard de Marengo, la station Marengo – SNCF, sur la seule ligne de métro , ainsi que les arrêts de la ligne de Linéo L8 et de bus 14.
Les stations de vélos en libre-service VélôToulouse les plus proches sont les stations no 39 (9 place de Damloup) et no 40 (41 rue de la Colombette). 

## Odonymie
La rue porte le nom de Jean Palaprat (1650-1721). Membre d'une famille de parlementaires, avocat au parlement lui-même, seigneur de Bigot, il est capitoul en 1676-1677 et chef du consistoire en 1684-1685. Il rencontre à Paris David Augustin de Brueys, avec lequel il écrit plusieurs comédies, tel l'Avocat Pathelin, basé sur la Farce de Maître Pathelin. Il se consacre également à la poésie et, en 1694, il est élu mainteneur des Jeux floraux. C'est en 1834 que la municipalité choisit le nom de Palaprat : dans le même quartier, d'autres rues avaient déjà reçu les noms d'artistes toulousains, telles la rue Castellane ouverte en 1825, la rue des Sept-Troubadours (actuelle rue de l'Industrie) et la rue Arnaud-Vidal en 1834 et la rue Nicolas-Bachelier en 1840.
À la fin du XVIIe siècle, il existe un chemin ou une ruelle désignée comme la rue Toqueson. À la fin du XVIIIe siècle, on lui trouve le nom de rue de la Roume, qu'elle conserve jusqu'en 1834. L'origine de ces noms n'est pas claire et lui vient probablement de propriétaires voisins. En 1794, pendant la Révolution française, elle reçut le nom de rue Bons-Cœurs, mais il ne se conserva pas.

## Patrimoine et lieux d'intérêt

### Synagogue Palaprat

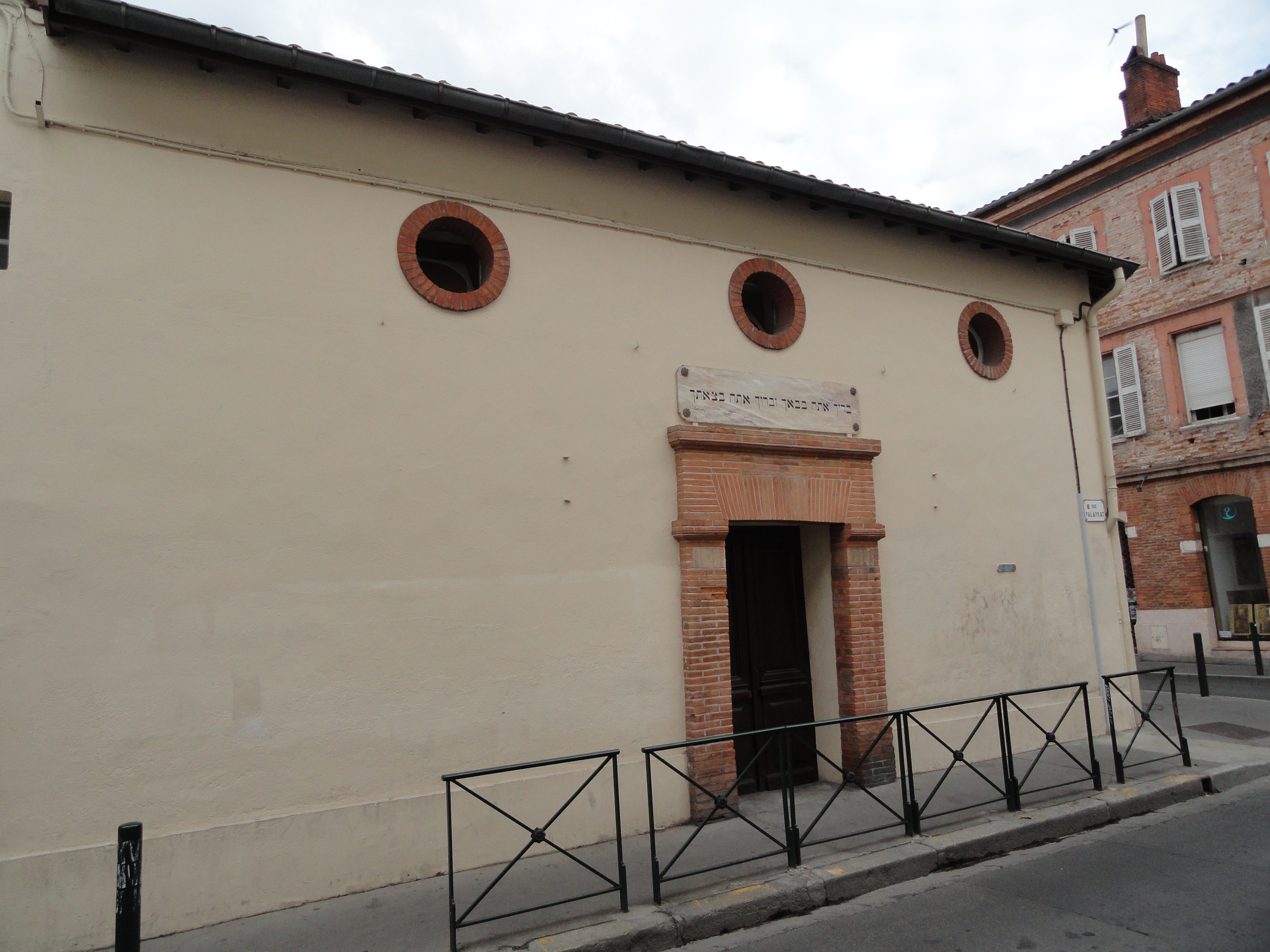
no 2 : la synagogue Palaprat.

La synagogue Palaprat est la plus ancienne synagogue de Toulouse. Elle occupe une maison, occupée dès 1837 par la communauté juive de la ville, et achetée en 1855 avec le soutien de la municipalité, à la demande du rabbin Oury et du consistoire israélite,.

### Immeubles
- no  7 : centre financier de la Poste. 
Un immeuble de bureaux est construit en 1956 pour abriter le Centre des chèques postaux de l'administration des Postes, télégraphes et téléphones (P.T.T.) qui se trouvait jusque là dans un immeuble de la rue Roquelaine (actuel no 3)[10],[11].

- no  9 : immeuble France Télécom.
Un immeuble de bureaux est construit entre 1986 et 1988 sur les plans des architectes François Lombard et Vincent Defos du Rau. Il doit abriter la direction opérationnelle des télécommunications (D.O.T.), devenue France Télécom en 1988. L'édifice occupe une vaste parcelle de 3 800 m2 entre la rue de l'Industrie (actuels no 24-32), la rue Gabriel-Péri (actuel no 16) et la rue Jean-Palaprat[12]. Il est occupé désormais par les services de la Banque postale[13].

- no  19 : usine Bourjade (deuxième moitié du XIXe siècle)[14].
- no  27 : immeuble (deuxième moitié du XIXe siècle)[15].
- no  34 : immeuble (1922, Thuriès)[16].